# Anthon Charmig
Anthon Charmig (Aarhus, 25 de marzo de 1998) es un deportista danés que compite en ciclismo en la modalidad de ruta. Ganó una medalla de plata en el Campeonato Europeo de Ciclismo en Ruta de 2020, en la prueba de ruta sub-23.

## Medallero internacional
| Campeonato Europeo | Campeonato Europeo | Campeonato Europeo | Campeonato Europeo |
| Año                | Lugar              | Medalla            | Competición        |
| ------------------ | ------------------ | ------------------ | ------------------ |
| 2020               | Plouay (Francia)   | Medalla de plata   | Ruta sub-23        |

## Palmarés
2020
- 2.º en el Campeonato Europeo en Ruta sub-23

2022
- 1 etapa del Tour de Omán

## Resultados en Grandes Vueltas y Campeonatos del Mundo
| Carrera         | Carrera         | 2020 | 2021 | 2022 | 2023 | 2024 |
| --------------- | --------------- | ---- | ---- | ---- | ---- | ---- |
|                 | Giro de Italia  | —    | —    | —    | —    | —    |
|                 | Tour de Francia | —    | —    | —    | 99.º | —    |
|                 | Vuelta a España | —    | —    | —    | —    | —    |
| Mundial en Ruta | Mundial en Ruta | —    | —    | 70.º | —    | —    |

| —: No participó |